# Luke Rhodes
Luke Rhodes (Hollidaysburg, 2 dicembre 1992) è un giocatore di football americano statunitense che milita nel ruolo di long snapper e linebacker per gli Indianapolis Colts della National Football League (NFL).

## Carriera

### Tampa Bay Buccaneers
Rhodes firmò con i Tampa Bay Buccaneers dopo non essere stato scelto nel Draft il 2 maggio 2016. Fu svincolato il 3 settembre 2016.

### Indianapolis Colts
Il 5 ottobre 2016, Rhodes firmò con la squadra di allenamento degli Indianapolis Colts. Fu promosso nel roster attivo il 7 dicembre 2016.
Il 28 agosto 2017, Rhodes fu nominato long snapper a tempo pieno dei Colts dopo avere effettuato il cambio di ruolo durante il training camp. Competé anche per il ruolo di linebacker di riserva.
Il 2 aprile 2018, Rhodes firmò con i Colts un rinnovo per la stagione 2018.
L'11 giugno 2019, Rhodes firmò un contratto quadriennale del valore di 4,85 milioni di dollari con Indianapolis che lo rese il long snapper più pagato della lega. Alla fine della stagione 2020 fu inserito nel Second-team All-Pro.
Nel 2021 Rhodes fu convocato per il suo primo Pro Bowl e inserito nel First-team All-Pro.

## Palmarès
- Convocazioni al Pro Bowl: 1

2021
- First-team All-Pro: 1

2021
- Second-team All-Pro

2020